# Providence Steamrollers
Los Providence Steamrollers fueron un equipo de la BAA, antecesora de la NBA, que tenían su sede en Providence, Rhode Island.

## Historia de la franquicia
Los Steamrollers fueron una de las 11 franquicias originales que formaron parte de los orígenes de la NBA (cuando la liga se llamaba Basketball Association of America). La franquicia ostentaba un balance de victorias-derrotas de 46-122 (27,4%) antes de desaparecer al cabo de tres temporadas.
Mantienen el dudoso honor de poseer el récord de menos partidos ganados en una temporada, en la temporada 1947-48, con tan solo 6 victorias. Otro dato que pasó a la historia es el de haber tenido en sus filas al jugador más veterano de la competición en toda su historia, llamado Nat Hickey, y que estuvo activo con 46 años de edad.
Consiguieron el número 1 del Draft de la NBA en 2 ocasiones, puesto que entonces se otorgaba al peor equipo de la anterior campaña.

## Trayectoria
Nota: G: Partidos ganados P:Partidos perdidos %:porcentaje de victorias
| Temporada                     | G                             | P                             | %                             | Play-offs                     |                               |
| Providence Steamrollers (BAA) | Providence Steamrollers (BAA) | Providence Steamrollers (BAA) | Providence Steamrollers (BAA) | Providence Steamrollers (BAA) | Providence Steamrollers (BAA) |
| ----------------------------- | ----------------------------- | ----------------------------- | ----------------------------- | ----------------------------- | ----------------------------- |
| 1946-47                       | 28                            | 32                            | .467                          | no                            |                               |
| 1947-48                       | 6                             | 42                            | .125                          | no                            |                               |
| 1948-49                       | 12                            | 48                            | .250                          | no                            |                               |